# گوشات‌لی
گوشات‌لی (ترکی آذربایجانی: Govşatlı) یک منطقهٔ مسکونی در جمهوری آرتساخ است که در استان هادروت واقع شده‌است.